# 植樹造林

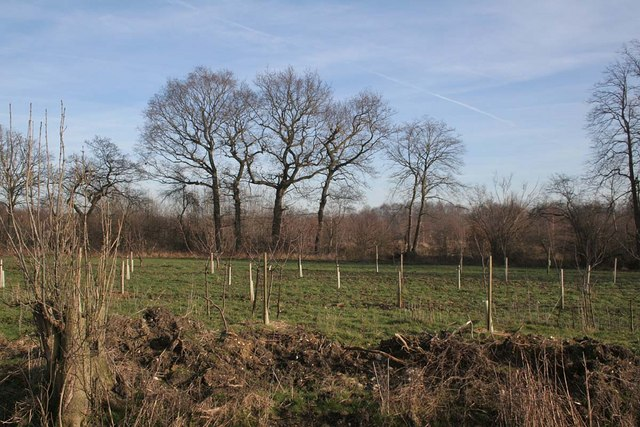
位於英格蘭林肯郡的人工造林地實景。

植樹造林（英文：Afforestation、Forestation）為在沒有森林覆蓋的區域中，透過栽植樹苗、林木育種等人為方式，使之逐漸成為樹林或森林地，這樣的森林又稱為人造林。
在全球，有許多國家的政府或是非政府組織目前從事造林工作，種植森林的好處是能提高對於環境中二氧化碳的吸存量，並可以人為的方式維持生物多樣性。（在英國，植樹造林可能意味著一些造林地的法律地位將轉變為「皇家森林」。） 
一些植樹的專門用具，如植樹杆，可以使植樹造林的工作更加簡便與快速。